# Tour della nazionale maschile di rugby a 15 dell'Italia 2001
A metà del 2001 la nazionale italiana di rugby intraprese un tour in Africa meridionale e Sudamerica, in cui erano in programma quattro test match contro Namibia, Sudafrica, Uruguay e Argentina e altrettanti incontri infrasettimanali senza valenza di full international.
Tutti gli incontri ufficiali del tour furono trasmessi in chiaro dalla Rai.

## Storia
Il CT della nazionale Brad Johnstone selezionò un gruppo di 33 azzurri, con una decina di giocatori presenti come riserve.
Durante la fase di preparazione il gruppo disputò un'amichevole al Cervi di Parma contro l'All Stars, squadra formata dai migliori giocatori del campionato italiano; la selezione italiana con diversi assenti abdicò 7-38.
Poco prima della partenza Johnstone dovette rinunciare a Lo Cicero e Gritti, rimpiazzati da Arancio e Giacheri.
Polemiche sorsero circa l'indisponibilità di 25 giocatori per infortunio, che spinsero il CT e il presidente federale Giancarlo Dondi a ventilare controlli sanitari indipendenti per i defezionisti e sottoporne i referti al giudice sportivo per sanzionare eventuali rifiuti ingiustificati alle convocazioni.
Le difficoltà del gruppo erano aggravate dalla lunghezza della trasferta (un mese) e l'indeterminatezza della situazione di Johnston, il cui contratto era in scadenza al 31 dicembre successivo.
Il primo incontro infrasettimanale fu nella capitale namibiana Windhoek, una vittoria con 8 mete sulla selezione denominata Namibia President’s XV; tuttavia i problemi della vigilia proseguirono nel corso del tour perché il romeno Cristian Stoica diede forfait sanitario; il giocatore già era in polemica con la F.I.R. per il mancato arrivo del passaporto italiano promessogli dalla stessa federazione.
Tra Italia e Namibia v'erano solo due precedenti, entrambi favorevoli al Paese africano (17-7 e 33-19) e risalenti al tour azzurro di dieci anni prima), con il quale l'unico elemento di congiunzione era Carlo Checchinato, presente in entrambe le spedizioni.
Per il primo test match contro la Namibia Johnstone fece esordire Bortolami e Antoni. La nazionale italiana si impose col punteggio di 49-24 a 1600 m di quota grazie alla differenza mete marcate, sette mete a tre.
Il Jaguar Tour 2001, noto così per ragioni di sponsorizzazione legate allo sponsor principale Jaguar, proseguì nel vicino Sudafrica contro la selezione South African Barbarians, formazione nella quale figuravano sette nazionali. A guidare l'Italia XV sul campo fu il pilone De Carli. La selezione azzurra venne ampiamente sconfitta a East London per 11-42 reggendo solo 38’, poi due mete barbare consecutive scavarono il solco decisivo.
Tre giorni più tardi, gli Azzurri sfidarono gli Springboks a Port Elizabeth di fronte a 35000 spettatori. Il CT sudafricano Viljoen schierò una formazione con due esordienti, mentre nel XV italiano vennero operati tre cambi rispetto al match con la Namibia. Come contro i Barbarians, l'Italia resse un tempo (9-17) abdicando con il punteggio finale di 14-60, concludendo la trasferta in Africa australe con una sconfitta preventivata nel match più ostico in programma.
Dopo il lungo trasferimento in America del Sud, la selezione italiana affrontò l'Uruguay "B" nella partita d'anticipo del test contro la nazionale uruguaiana. A Punta del Este l'Italia XV, capitanata da De Carli e con un paio di non internazionali, superò di misura per 33-30 una selezione dove figuravano quattro giocatori che avevano preso parte alla Coppa del Mondo di rugby 1999. Il 7 luglio a Montevideo nel terzo incontro ufficiale con i Teros, la formazione azzurra cambiò per quattro elementi rispetto alla sfida col Sudafrica:  De Carli per Muraro in prima linea, Garozzo per Ongaro in terza, Francesio per Martin all'ala e Mazzuccato per Pez ad estremo. Nel mezzo di un nubifragio, condizioni atmosferiche proibitive, gli Azzurri si imposero 14-3 grazie ad una meta di Perziano.
Arrivata a Salta, in Argentina, l'Italia XV affrontò l'Argentina A schierando le seconde scelte; capitano della formazione: il catanese Orazio Arancio. L'Italia, mai in partita, subì una sconfitta pesantissima dagli argentini (62-12) guidati in mediana dalla coppia Miranda-Quesada. Tre giorni più tardi a Buenos Aires, gli Azzurri disputarono l'ultimo test match contro i Pumas di fronte a 38650 spettatori. Il risultato finale non disattese i pronostici: dopo che gli italiani riuscirono a rimontare fino al 12-13 del 45’, l'Argentina uscì alla distanza vincendo 38 a 17.
La nazionale italiana terminò il tour con un bilancio di quattro vittorie a fronte di quattro sconfitte e due incontri ufficiali vinti su quattro. In generale, vennero vinti gli incontri in Namibia ed Uruguay, mentre vennero persi quelli in Sudafrica ed Argentina.

## Risultati

### Itest matchufficiali
| Arbitro: | Mark Lawrence |

|                                  |      |                                                                               |
| Powell 42’ Furter 50’ Blaauw 70’ | mt   | 17’ Perziano 36’, 77’ Pozzebon 40’, 66’ Checchinato 45’ Mazzucato 55’ Troncon |
| Kotzé 42’, 50’, 70’              | tr   | 17’, 36’, 40’, 45’, 55’, 66’, 77’ Mazzariol                                   |
| Kotzé 20’                        | c.p. |                                                                               |

| Arbitro: | Joël Dumé |

|                                                                                               |      |                         |
| Andrews 40’ Paulse 41’, 60’ Venter 43’ Delport 46’ v.d. Westhuizen 75’, 80’+7’ Montgomery 79’ | mt   | 58’ Troncon             |
| Montgomery 40’, 43’, 75’ Jantjes 80’+7’                                                       | tr   |                         |
| Montgomery 3’, 18’, 32’, 38’                                                                  | c.p. | 12’, 20’, 36’ Mazzariol |

| Arbitro: | Pablo Deluca |

|             |      |                         |
|             | mt   | 43’ Perziano            |
| Aguirre 38’ | c.p. | 27’, 49’, 55’ Mazzariol |

| Arbitro: | Nigel Whitehouse |

|                                          |      |                             |
| Albanese 19’, 67’ Quesada 53’ Simone 56’ | mt   | 79’ Raineri                 |
| Contepomi 19’ Quesada 53’, 67’           | tr   |                             |
| Contepomi 3’, 36’ Quesada 47’            | c.p. | 6’, 36’, 43’, 45’ Mazzariol |
| Quesada 65’                              | drop |                             |

### Gli altri incontri
| Arbitro: | Cameron Kotzé |

|                          |      | |
| Smith 65’                | mt   | 7’ Raineri 14’ Mazzariol 29’ Ongaro 40’ Perziano 40’+3’ Mazzucato 63’ Bortolami 73’ Francesio 74’ Troncon |
| du Plessis 65’           | tr   | 7’, 14’, 29’, 40’+3’, 73’ Mazzariol 74’ Raineri                                                           |
| du Plessis 10’, 43’, 72’ | c.p. | 3’, 11’ Mazzariol                                                                                         |

| Arbitro: | Jonathan Kaplan |

|                                                                          |      |              |
| Kayser 24’, 38’ v.d. Westhuyzen 40’ v. Rensburg 45’ Welsh 73’ Julies 76’ | mt   | 55’ De Rossi |
| v.d. Westhuyzen 24’, 40’, 73’                                            | tr   |              |
| v.d. Westhuyzen 18’, 27’                                                 | c.p. | 12’, 19’ Pez |

| Punta del Este 4 luglio 2001, ore 20:00 UTC-3 | Uruguay B        | 30 – 33 | Italia XV | Campus municipale di Maldonado\| Arbitro: \| Christian Belmon \| |
| Arbitro:                                      | Christian Belmon |         |           |                                                                  |

| Arbitro: | Kevin Deaker |

|                                                                           |      |                       |
| Soler 16’, 28’, 80’ Nannini 48’, 52’, 68’ Travaglini 68’ Amuchástegui 78’ | mt   |                       |
| Quesada 16’, 28’, 68’, 78’, 80’                                           | tr   |                       |
| Quesada 2’, 13’, 39’, 56’                                                 | c.p. | Pez 7’, 24’, 38’, 45’ |